# Großes Seehorn
Das Große Seehorn ist ein 3121 m ü. A. hoher Berg in der Silvretta an der Grenze zwischen Österreich und der Schweiz und hat eine prächtige, leicht hornartige pyramidenförmige Gestalt. Die Erstbesteigung erfolgte am 26. August 1869 durch den Apotheker Schoch, Florian Brosi und Emil Hauser, die von den Führern Christian Jann und Chr. Jegen tatkräftig unterstützt wurden.
Der Normalanstieg führt von der Saarbrücker Hütte (DAV) über die Seelücke (2776 m) und die Westflanke bzw. den obersten Nordwestgrat auf den Gipfel (II und I).
Das Große Seehorn und der Großlitzner, die durch das Litzner-Hochjoch (ca. 2960 m) getrennt sind, gelten als das schönste Gipfelpaar der Silvretta. Eine beliebte Klettertour ist die Überschreitung beider Berge von Ost nach West (II und III).
Westlich vorgelagert ist das Chlein Seehorn (3032 m ü. M.), das ganz auf Schweizer Gebiet liegt.